# Raab-Katzenstein RK 2
Die Raab-Katzenstein RK 2 Pelikan ist ein deutsches Schulflugzeug der 1920er Jahre.

## Entwicklung
Die RK 2 wurde 1926 von Paul John Hall als zweites Modell der im Jahr zuvor gegründeten RaKa-Flugzeugwerke entworfen. Der Bau des Prototyps mit der Werknummer 030 wurde noch in der ersten Jahreshälfte abgeschlossen. Bereits im Mai 1926 wurde der Prototyp auf der Casseler Luftfahrtausstellung der Öffentlichkeit präsentiert. Am 30. August 1926 startete das Muster zum erfolgreichen Erstflug.

## Serienbau
Direkt im Anschluss an die Musterzulassung wurde im Herbst 1926 eine erste Kleinserie von sechs Flugzeugen mit den Werknummern 031 bis 036 aufgelegt, die Anfang 1927 ausgeliefert wurde. Die meisten davon erhielten wie schon der Prototyp einen Sh-11-Motor mit 96 PS und die Bezeichnung RK 2a. Das Exemplar mit der Werknummer 035 wurde mit einem britischen 82-PS-Triebwerk Cirrus Mark II ausgerüstet und als RK 2b betitelt, von der vermutlich nur 4 Exemplare werksseitig entstanden.
Die WNr. 57 aus der zweiten Charge wurde im Frühjahr 1928 mit einem verkürzten Rumpf und einem 125 PS starken Sh-12-Motor ausgerüstet und als RaKa RK 2c ausgeliefert. Diese Variante war allerdings nicht mehr als Schulflugzeug, sondern mit den großen Tragflächen als Reklameflugzeug mit Leuchtwerbung für Nachtflüge vorgesehen. Später wurden einige RK 2a/b ebenfalls auf den stärkeren Sh-12-Motor umgerüstet und als RK 2c bezeichnet, die allerdings den längeren Ursprungsrumpf der RK 2a/b behielten.
Bis 1929 wurden in vier Kleinserien von 6 bis 8 Flugzeugen pro Jahr in Kassel insgesamt 26 Pelikane hergestellt, der größte Teil davon (17 Stück) gehörte zur Ausführung RK 2a. Weitere fünf RK 2a entstanden vermutlich in einer Sondercharge Ende 1928. Sie wurden im Februar 1929 nach China verschifft und an die Luftstreitkräfte der Nanjing-Regierung ausgeliefert. Als Einzelstück wurde 1930 noch die letzte RK 2 mit der WNr. 110 fertiggestellt. Die Gesamtzahl gefertigter RK 2 dürfte damit bei 27–32 Exemplaren gelegen haben.
In den 30er Jahren entstand bei der Raab Flugzeugbau Gesellschaft auf Basis des RaKa-RK-2d-Entwurfs die modernisierte Raab Pelikan II.

## Einsatz

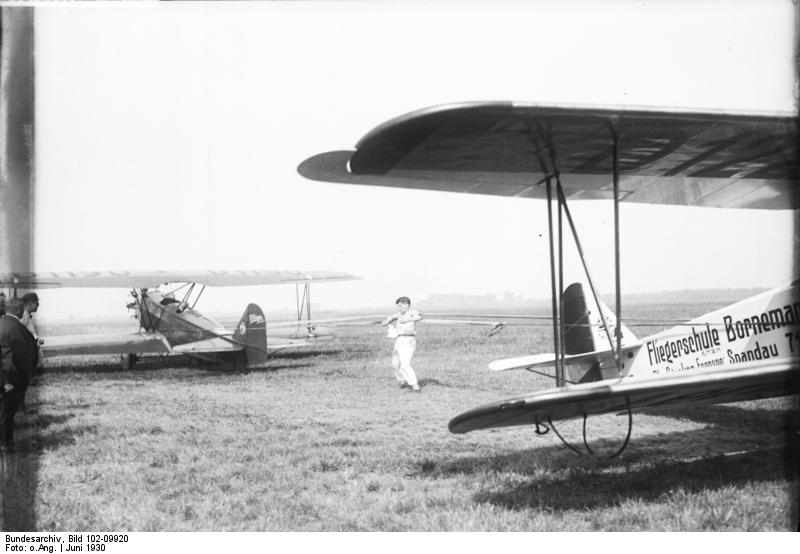
Kraftdemonstration mit zwei RK 2 in Berlin-Staaken, 1930

Die RK 2 war ein beliebtes, weil leicht zu fliegendes und mit einem Kaufpreis von etwa 15.500 ℛℳ inklusive Motor und Zulassung recht preiswertes Schul- und Sportflugzeug. Sie wurde unter anderem auch bei unregelmäßig von Raab-Katzenstein organisierten Flugveranstaltungen vorgeführt. Später bekannt gewordene Piloten wie Richard Perlia oder Marga von Etzdorf absolvierten auf einer RK 2 ihre Ausbildung oder erwarben erweiterte Berechtigungen wie die Kunstflugerlaubnis. Die Zuverlässigkeit der Konstruktion konnte nachgewiesen werden, als am 14. April 1927 Fritz Gröbedinkel, zu jener Zeit technischer Leiter der RaKa-Außenstelle Köln und erster Fluglehrer der dazugehörigen Flugschule in Bonn-Hangelar, mit einer RK 2 zu einem Präsentationsflug von Berlin-Tempelhof nach Budapest über Plauen, Prag und Wien startete und dabei eine Strecke von insgesamt 1700 km ohne technische Störungen zurücklegte. Das Modell wurde auch öfter für kommerzielle Rundflüge, öffentlichkeitswirksame Werbeaktionen (siehe Foto rechts) und luftakrobatische Vorführungen vor zahlendem Publikum genutzt, etwa von dem Artisten Oskar Dimpel, der ab 1931 eine RK 2a (Kennzeichen D–1937, später D–EJEF) dazu nutzte, um seine Attraktion, den „Zahnhang“ am Trapez, vorzuführen.
Auf der ILA von 1928, der ersten seit dem Ende des Ersten Weltkrieges, war auch Raab-Katzenstein mit einem Stand vertreten. Drei RK 2 nahmen an dem zu ihrem Auftakt durchgeführten Sternflug nach Berlin teil. Als Besonderheit präsentierte das Unternehmen ein Schnittmodell einer RK 2a, deren Kraftstoff- und Öltanks, mit einer Zapfanlage verbunden und mit alkoholischen Getränken präpariert, bei Verkaufsgesprächen mit etwaigen Interessenten genutzt worden sein sollen (siehe Bild in der Infobox).
Überwiegend wurden die RK 2 an Flugschulen und Flugsportvereine in Deutschland verkauft, wo sie bis Mitte der 1930er Jahre zuletzt beim Deutschen Luftsportverband (DLV) im Einsatz waren. Erst 1929 kamen einige Exemplare in den Export nach Jugoslawien, ins Saarland und in die Schweiz. Eine RK 2c wurde als Schleppmaschine für die RaKa-Schleppzüge in die USA geliefert. Neben den sechs RK 2a für die Nanjing-Regierung wurde mindestens ein weiteres Schulflugzeug an eine private Flugschule im chinesischen Wutong geliefert. Über die Lieferung weiterer 10 RK-2f-Schwimmerflugzeuge wurde 1929 mit der Nanjing-Regierung ergebnislos verhandelt.

## Konstruktion
Die RK 2 ähnelt in ihrer Konstruktion der Kl 1 Schwalbe. Viele Baugruppen und Bauteile wurden in beiden Mustern gemeinsam verwendet. Sie ist ein verspannter, gestaffelter Anderthalbdecker in Gemischtbauweise.
Der Rumpf besteht aus einem mit Stahldraht ausgekreuzten geschweißten Stahlrohrgerüst, das im Motorbereich mit Duraluminblechen verkleidet und im übrigen Teil mit Stoff bespannt ist. Hinter dem Brandschott ist der Ölbehälter für 14,5 kg untergebracht. Die beiden offenen Besatzungskabinen sind hintereinander angeordnet und verfügen über Doppelsteuerung. Die trapezförmigen, gestaffelten und zweiholmigen Tragflächen unterschiedlicher Spannweite werden aus einem Holzgerüst gebildet, das bis zum hinteren Holm mit Birkensperrholz beplankt und dahinter mit Stoff bespannt ist. Sie sind untereinander durch N-Stiele verbunden. Der Oberflügel besitzt V-Verstrebungen zum oberen Rumpf sowie I-Stiele zum unteren Flügel-Rumpf-Übergang hin. In seinem Mittelstück sind die beiden Kraftstoffbehälter mit insgesamt 100 l Fassungsvermögen untergebracht. Das Leitwerk ist eine stoffbespannte Stahlrohrkonstruktion. Die Höhenflosse des Leitwerks ist zum Rumpf hin mit I-Stielen abgestützt. Das Fahrwerk besteht aus den zwei starren, durch eine Achse miteinander verbundenen Haupträdern und einem Schleifsporn am Heck.

## Varianten
- RK 2a – Basismodell 1926 mit Siemens & Halske Sh 11 (96 PS, auch mit Sh-5- und Anzani-Motor angeboten)
- RK 2b – alternative Motorisierung ab 1927 mit Cirrus Mk.II (82 PS)
- RK 2c – ab 1928 mit verkürztem Rumpf und Siemens & Halske Sh 12 (125 PS) als Reklameflugzeug (auch mit Mercedes und Junkers L 7 angeboten)
- RK 2d – ab 1929 mit Walter NZ-120 (120 PS) projektiert, nicht gebaut
- RK 2e – ab 1929 mit Siemens & Halske Sh 14 (115 PS) projektiert, nicht gebaut
- RK 2f – Entwurf einer Schwimmervariante mit Walter NZ-120 (120 PS) von 1929, nicht gebaut[9]

## Technische Daten

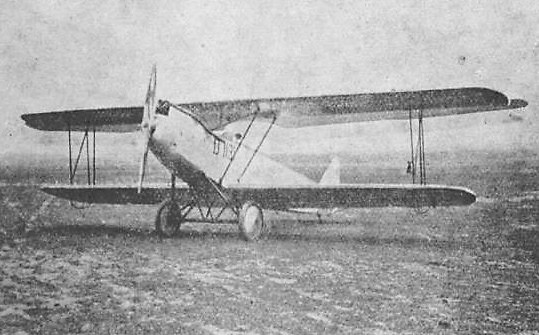
RK 2b mit Cirrus-Reihenmotor

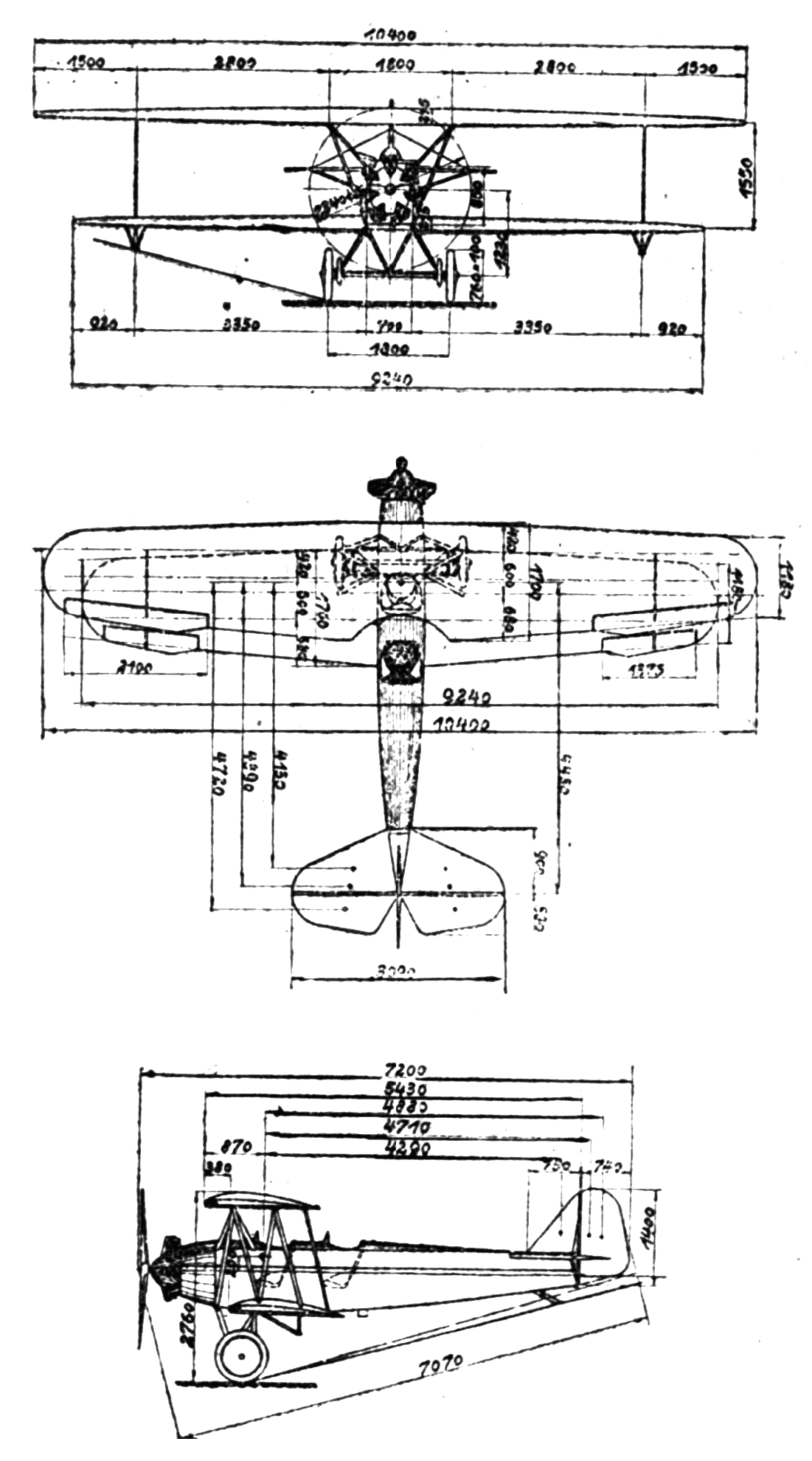
Dreiseitenansicht

| Kenngröße                          | Daten (RK 2)                                         | Daten (RK 2a)                                        | Daten (RK 2b)                                       | Daten (RK 2c)                                      |
| ---------------------------------- | ---------------------------------------------------- | ---------------------------------------------------- | --------------------------------------------------- | -------------------------------------------------- |
| Besatzung                          | 1–2                                                  | 1–2                                                  | 1–2                                                 | 1–2                                                |
| Spannweite                         | oben 10,40 m unten 9,10 m                            | oben 10,90 m unten 9,24 m                            | oben 10,90 m unten 9,24 m                           | oben 10,90 m unten 9,24 m                          |
| Länge                              | 7,00 m                                               | 7,80 m                                               | 7,80 m                                              | 7,28 m                                             |
| Höhe                               | 2,60 m                                               | 2,70 m                                               | 2,70 m                                              | 2,70 m                                             |
| Flügelfläche                       | 28,70 m²                                             | 26,80 m²                                             | 26,80 m²                                            | 26,80 m²                                           |
| Flächenbelastung                   | 26,5 kg/m²                                           | 31,3 kg/m²                                           | 31,3 kg/m²                                          | 32,1 kg/m²                                         |
| Leistungsbelastung                 | 7,9 kg/PS                                            | 8,8 kg/PS                                            | 10,2 kg/PS                                          | 6,9 kg/PS                                          |
| Leermasse                          | 540 kg                                               | 570 kg                                               | 580 kg                                              | 510 kg                                             |
| Zuladung                           | 220 kg                                               | 270 kg                                               | 260 kg                                              | 250 kg                                             |
| Startmasse                         | 760 kg                                               | 840 kg                                               | 840 kg                                              | 860 kg                                             |
| Antrieb                            | ein luftgekühlter Siebenzylinder-Viertakt-Sternmotor | ein luftgekühlter Siebenzylinder-Viertakt-Sternmotor | ein luftgekühlter Vierzylinder-Viertakt-Reihenmotor | ein luftgekühlter Neunzylinder-Viertakt-Sternmotor |
| Typ                                | Siemens & Halske Sh 11                               | Siemens & Halske Sh 11                               | Cirrus Mark II                                      | Siemens & Halske Sh 12                             |
| Startleistung Dauerleistung        | 96 PS (71 kW) 84 PS (62 kW)                          | 96 PS (71 kW) 84 PS (62 kW)                          | 82 PS (60 kW) 73 PS (54 kW)                         | 125 PS (92 kW) 108 PS (79 kW)                      |
| Kraftstoffvolumen                  | 100 l                                                | 100 l                                                | 100 l                                               | 100 l                                              |
| Höchstgeschwindigkeit in Bodennähe | 120 km/h                                             | 139 km/h                                             | 130 km/h                                            | 145 km/h                                           |
| Steigzeit auf 1000 m Höhe          | 10 min                                               | 13 min                                               | 10 min                                              | 10 min                                             |
| Dienstgipfelhöhe                   | 3200 m                                               | 2400 m                                               | 2800 m                                              | 3000 m                                             |
| Radius                             | 350 km                                               | 350 km                                               | 450 km                                              | 400 km                                             |
| Flugzeit                           | 3 h                                                  | 3 h                                                  | 4 h                                                 | 3 h                                                |